# Rue Ernest Laude
Pour les articles homonymes, voir Ernest et Laude.
La rue Ernest Laude (en néerlandais : Ernest Laudestraat) est une rue bruxelloise de la commune de Schaerbeek qui va de la place Pogge à l'avenue Voltaire en passant par la rue Joseph Brand et la rue de Jérusalem.
La numérotation des habitations va de 1 à 75 pour le côté impair et de 2 à 80 pour le côté pair.

## Origine du nom de la rue
La rue porte le nom d'un ancien bourgmestre (1891-1895) schaerbeekois, Ernest Laude, né à Bruges le 20 décembre 1829 et décédé à Schaerbeek le 9 octobre 1895.

D'autres voies ont reçu le nom d'un ancien bourgmestre schaerbeekois :
- place Colignon
- avenue et place Dailly
- avenue Docteur Dejase
- avenue Raymond Foucart
- rue Geefs
- place Général Meiser
- rue Goossens
- rue Herman
- avenue Huart Hamoir
- rue Guillaume Kennis
- rue Massaux
- boulevard Auguste Reyers
- rue Van Hove

## Adresse notable
- no 20 : maison construite par Joseph Diongre en 1908